# Alexander Cockburn (Journalist)

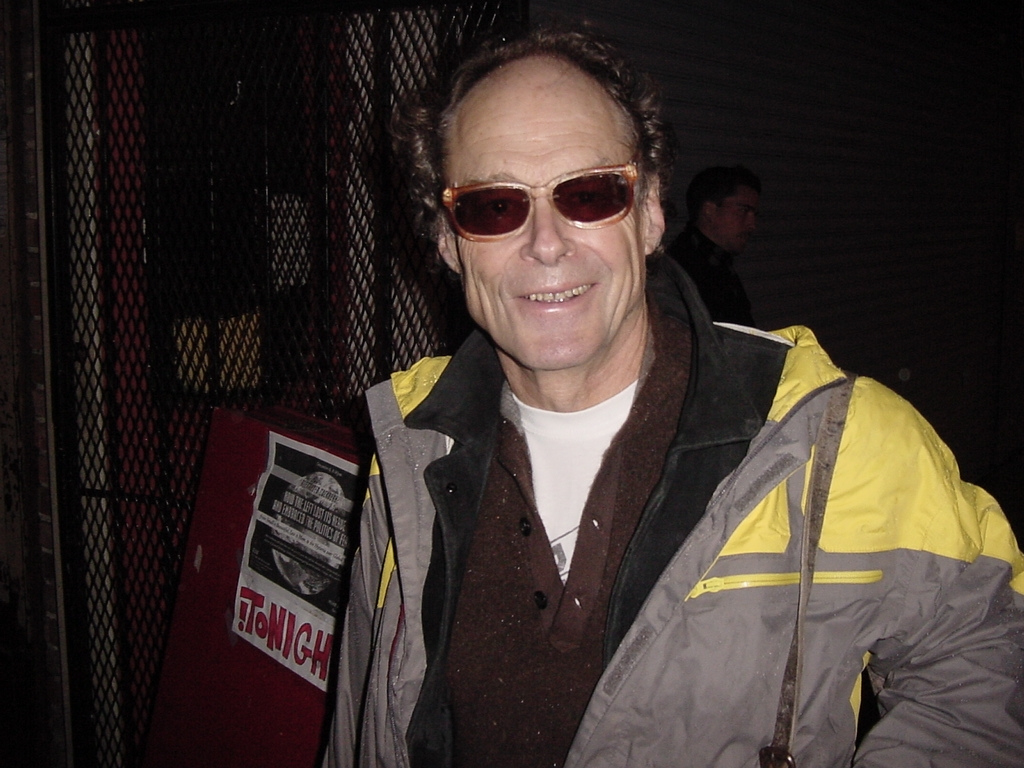
Alexander Cockburn (2007)

Alexander Claud Cockburn (Aussprache des Nachnamens wie „Co-burn“, * 6. Juni 1941 in Schottland; † 21. Juli 2012 in Nidda, Wetteraukreis, Hessen) war ein irischer Journalist. Er lebte und arbeitete seit 1973 in den USA.
Er war Mitautor des politischen Newsletters CounterPunch. Cockburn schrieb außerdem die Kolumne Beat the Devil für die US-amerikanische Zeitschrift The Nation und eine wöchentliche Kolumne für die Los Angeles Times. Er lieferte darüber hinaus regelmäßig Beiträge für den Anderson Valley Advertiser und den News- und Meinungsblog LewRockwell.com. Ein häufiges  Thema seiner Artikel und Sachbücher waren verschiedene Aspekte der US-Außenpolitik, die er oft kritisierte.

## Leben
Cockburn wurde in Schottland geboren und wuchs in Youghal im County Cork in Irland auf. Er ist der Sohn des bekannten sozialistischen Autors und Journalisten Claud Cockburn. Nach seinem Studium in Oxford arbeitete er als Reporter und Kommentator in London. Nach dem Umzug in die USA schrieb er zahlreiche Beiträge für die New York Review of Books, Esquire, Harper’s und andere. Bis 1983 war Cockburn Verfasser der Kolumne Press Clips in The Village Voice; diese Zeitung kündigte seinen Vertrag jedoch, als bekannt wurde, dass der Journalist $10,000 vom Institute of Arab Studies als Vorschuss für ein Buchprojekt über die israelische Invasion im Libanon angenommen hatte. Danach schrieb er regelmäßig für das Wall Street Journal, die New York Press und den New Statesman.
Themen, mit denen sich Cockburn häufig beschäftigte, waren die Außenpolitik der USA gegenüber Zentralamerika in den 1980er Jahren, dabei insbesondere die Iran-Contra-Affäre, sowie der Zweite Golfkrieg 1991, der Kosovokrieg 1999, die US-Invasion in Afghanistan 2001 und der Irakkrieg 2003. Stets reflektierte er die Einflussnahmen der US-Regierung auf amerikanische Medien (etwa in Whiteout: The CIA, Drugs and the Press, 1998). Außenpolitisch beschäftigte er sich auch mit dem Israelkonflikt und der Politik der israelischen Regierung gegenüber den Palästinensern. Stets war er an Bewegungen und Möglichkeiten von politischen Reformen in den USA interessiert.
Seine beiden Brüder Andrew Cockburn und Patrick Cockburn sind ebenfalls als Journalisten tätig. Die Tochter seines Bruders Andrew ist die Schauspielerin Olivia Wilde. Alexander Cockburn starb 2012 an einer Krebserkrankung in Deutschland.
Von 1968 bis 1973 war er mit der Schriftstellerin Emma Tennant verheiratet und hatte mit ihr eine Tochter (geboren 1969).

## Werke (Auswahl)
- Corruptions of Empire, 1988
- The Fate of the Forest: Developers, Destroyers and Defenders of the Amazon, 1989, mit Susanna Hecht
- Washington Babylon, 1996, mit Ken Silverstein, ISBN 1-85984-092-2
- Whiteout: The CIA, Drugs and the Press, 1998, mit Jeffrey St. Clair, ISBN 1-85984-139-2
- Five Days That Shook The World: The Battle for Seattle and Beyond, 2000, mit Jeffrey St. Clair, ISBN 1-85984-779-X
- Al Gore: A User’s Manual, 2000, mit Jeffrey St. Clair, ISBN 1-85984-803-6
- The Politics of Anti-Semitism, 2003, mit Jeffrey St. Clair, ISBN 1-902593-77-4
- Serpents in the Garden, 2004, mit Jeffrey St. Clair, ISBN 1-902593-94-4
- Imperial Crusades: Iraq, Afghanistan, and Yugoslavia, 2004, mit Jeffrey St. Clair, ISBN 1-84467-506-8
- Dime’s Worth of Difference, 2004, herausgegeben mit Jeffrey St. Clair, ISBN 1-904859-03-8
- High Water Everywhere: New Orleans And the Shame of America, 2006, ISBN 1-84467-557-2